# Slečna Drsňák
Slečna Drsňák (orig. Miss Congeniality) je americká filmová komedie z roku 2000 režiséra Donalda Petrieho v hlavní roli se Sandrou Bullock.

## Děj
Film začíná krátkou scénou z dětství Gracie Hartové. Gracie se na školním hřišti zastane chlapce, kterého má ráda a jenž je šikanován spolužáky. Ten se cítí ponížen, protože je zachráněn holkou, a naštve se na ni. Gracie ho proto udeří do nosu.
A tak se přesouváme do současnosti, v níž je Gracie Hartová zvláštní agentkou FBI. Uprostřed jedné akce se zločinec začne dusit jídlem a Gracie se rozhodne mu navzdory rozkazu nadřízeného pomoct. V důsledku toho je její kolega postřelen. Gracie je pak převelena na kancelářskou práci.
Krátce na to dostane FBI zprávu o plánovaném bombovém útoku na 75. ročník soutěže Miss USA v San Antoniu. Vyhrožuje známý domácí terorista, který si říká Občan a své plány dává najevo pomocí šifer. Operace je vložena do rukou Graciina spolupracovníka Erica Matthewse. Přestože se Gracie nemá zapojovat do vyšetřování, ukáže se, že má lepší schopnosti, než Eric, který začne spoléhat na její rady. Jedním z Graciiných nápadů je nasadit do soutěže agentku v převleku. Eric s kolegy potom hledají vhodnou adeptku a Eric nakonec vybere právě Gracie.
Přípravy Gracie, která se chová jako tomboy, na soutěž se ujme Victor Melling, jehož reputace je poškozena poté, co si jeho poslední svěřenkyně stěžovala na jeho metody. Gracie dělá problémy chovat se a oblékat jako účastnice Miss a zároveň má vůči ostatním soutěžícím předsudky, jelikož je velká feministka. Gracie reprezentuje New Jersey pod jménem Gracie Lou Freebushová a ohromí publikum hrou na sklenice s vodou a lekcí sebeobrany. Nečekaně se spřátelí s dalšími soutěžícími.
Během vyšetřování se objeví několik podezřelých včetně ředitelky soutěže a dřívější vítězky Kathy Morningsideové, jejího nepříjemného asistenta Franka Tobina, tradičního moderátora soutěže Stana Fieldse, který má být stejně jako Kathy nahrazen mladším, a Miss Rhode Island Cheryl Frasierové, jež v minulosti působila jako radikální aktivistka hájící práva zvířat. Občan je mezitím zatčen kvůli nesouvisejícímu případu. Gracie začne podezírat Kathy Morningsideovou a začne se bát o bezpečnost dívek. Její šéf se ale domnívá, že se zatčením Občana je případ vyřešen a odvolá ji z mise. Gracie se ale rozhodne pokračovat ve vyšetřování sama. Eric ji nejdříve nepodpoří, ale pak dojde k tomu, že její podezření jsou správná a vrátí se za ní do San Antonia.
Gracie nakonec skončí v soutěží druhá, zvítězí Cheryl. Gracie zjistí, že Frank Tobin je syn Kathy Morningsideové, což nikdo netuší, a oba se společně vydávali za Občana, když hrozili útokem na soutěž. Protože měla být Kathy po soutěži propuštěná, rozhodla se synem zabít na pódiu čerstvě korunovanou vítězku - výbušninu umístili do vítězné korunky. Gracie na vše ale přijde a společně s Ericem jejich plán během finálové ceremonie zmaří. Graciiny spolusoutěžící ji pak stihnou zvolit ještě Miss Sympatie, než Gracie s FBI odjedou.

## Obsazení
| Sandra Bullock        | Gracie Hartová                       |
| Michael Caine         | Victor Melling                       |
| Benjamin Bratt        | Eric Matthews                        |
| William Shatner       | Stan Fields                          |
| Ernie Hudson          | Harry McDonald                       |
| Candice Bergen        | Kathy Morningsideová                 |
| John DiResta          | agent Clonsky                        |
| Heather Burns         | Cheryl Frasierová, Miss Rhode Island |
| Melissa De Sousa      | Karen Krantzová, Miss New York       |
| Steve Monroe          | Frank Tobin/Frank Morningside        |
| Deirdre Quinn         | Mary Jo Wrightová, Miss Texas        |
| Wendy Raquel Robinson | Leslie Davisová, Miss Kalifornie     |

## Natáčení
Příběh se odehrává v New Yorku a San Antoniu. Scény zobrazující exteriéry hotelu St. Regis a některé další scény z ulice byly natáčeny v New Yorku. Další scény se natáčely v San Antoniu. Většina filmu se ale točila v Austinu - např. interiéry hotelu St. Regis byly natáčeny v hotelu Driskill.

## Ohlas
Během prvního víkendu po uvedení utržil snímek ve Spojených státech přes 13,8 milionů dolarů a umístil se tak na pátém místě za filmy Trosečník, Po čem ženy touží, Grinch a Otec rodiny. Během následujícího týdne ale zaznamenal nárůst tržeb a dostal se na třetí místo. Celkově film utržil ve Spojených státech více než 106 milionů dolarů a celosvětově přes 212 milionů. V Česku film utržil 160 tisíc dolarů a během prvních dvou víkendů byl nejúspěšnějším snímkem v kinech.
Agregátor filmových recenzí Rotten Tomatoes hodnotí na základě 115 recenzí snímek 42%. Podobný server Metacritic ohodnotil Slečnu Drsňák na základě 20 recenzí 43 body ze 100, což značí průměrné kritiky.
Film byl nominován na několik cen, mj. na dva Zlaté glóby. Sandra Bullock získala za ztvárnění Gracie Hartové nominaci v kategorii Nejlepší herečka v komedii nebo muzikálu a píseň One in a Million od Bossona byla nominována v kategorii Nejlepší původní filmová píseň.